# 穆罕默德火者
穆罕默德火者，是阿富汗哈扎拉族部落之一，得名自同名的巴魯剌思人。
埃米爾穆罕默德·火者出身於巴魯剌思氏部落。他是埃米爾·哈吉·賽義夫丁的兒子，賽義夫丁最初是帖木兒的維齊爾，後來成為現今阿富汗的坎大哈省省長。他的曾祖父哈吉·貝格·巴魯剌思是巴魯刺思部落的首領(他是帖木兒叔父)，他推翻了西察合台汗國的阿卜杜拉赫(加茲罕之子)。他曾出任巴布爾軍隊的參謀長。他本人以書法聞名。
埃米爾，汗，米爾扎，拜格，沙阿，加茲和蘇丹是他的部落和後裔的頭銜。但是埃米爾和米爾扎是他的家人特有的頭銜。
他有三個兒子:瓦利，巴布克，巴洛勒。